# Rhytidoponera scabra
Rhytidoponera scabra é uma espécie de formiga do gênero Rhytidoponera.